# Crazy for You (comédie musicale)
Pour l’article homonyme, voir Crazy for You.
Crazy for You est une comédie musicale avec un livret de Ken Ludwig, des paroles d'Ira Gershwin et la musique de George Gershwin. Présentée comme "The New Gershwin Musical Comedy", il est largement basé sur la comédie musicale Girl Crazy écrite par les mêmes auteurs en 1930, mais avec l'ajout de plusieurs chansons. Crazy For You a remporté en 1992 le Tony Award de la meilleure comédie musicale.

## Productions

### Broadway (1992)
La première production à Broadway a été mise en scène par Mike Ockrent et chorégraphiée par Susan Stroman. Après 10 avant-premières, elle a ouvert au Shubert Theatre le 19 février 1992 pour 1 622 représentations. La distribution comprenait Jodi Benson dans le rôle de Polly, Harry Groener pour Bobby (enfant), Bruce Adler pour Bela Zangler, John Hillner pour Lank Hawkins, Michele Pawk pour Irene Roth, Jane Connell dans le rôle de la mère, Beth leavel dans celui de Tess, Ronn Carroll pour Everett Baker, et Stephen Temperley et Amelia White dans les rôles d'Eugene et Patricia Fodor. Les Manhattan Rhythm Kings jouèrent les cow-boys Mingo, Moose et Sam, chantant en close harmony. Un album de ce spectacle sera enregistré par Angel Records.

### Londres (1993)
La production West End, toujours mise en scène par Ockrent et chorégraphiée par Stroman, a mis en vedette Ruthie Henshall, Kirby Ward et Chris Langham. Elle a ouvert au Prince Edward Theatre le 3 mars 1993 et a duré près de trois ans,.

### Autres productions
Le 20 octobre 1999, la série Great Performances sur CPE diffusa une production mise en scène par Matthew Diamond, qui fut nommée pour l'Emmy Award for Outstanding Direction of a Variety or Music Program.
Le 18 octobre 2009, le spectacle fut donné lors d'un gala de charité. Cette version fut mise en scène par Katherine Hare et chorégraphiée par Racky Plews au Palladium de Londres. Toutes les recettes furent données à l'association Cecily's Fund,.
En 2011, l'Open Air Theatre de Regent Park fit une reprise de Crazy for You dans le cadre de la saison estivale 2011. La production s'est déplacée vers le West End, au Théâtre Novello où elle s'est déroulée du 8 octobre 2011 au 17 mars 2012.
La première de la production Off-West End de Crazy For You fut mise en scène par John Plews, chorégraphiée par Grant Murphy et avec les arrangements musicaux d'Oliver John Ruthven. Elle a occupé le Upstairs at The Gatehouse, à Highgate du 13 décembre 2012 au 27 janvier 2013.

## Numéros musicaux
| Act I - Overture - "K-ra-zy for You" (de Treasure Girl) – Bobby - "I Can't Be Bothered Now" (de Une demoiselle en détresse) – Bobby, Follies Girls - "Bidin' My Time" (de Girl Crazy) – Cowboy Trio et les cowboys - "Things Are Looking Up" (de Une demoiselle en détresse) – Bobby - "Could You Use Me" (de Girl Crazy) – Bobby et Polly - "Shall We Dance?" (de L'Entreprenant Monsieur Petrov) – Bobby - "Entrance to Nevada" – Follies Girls et les cowboys - "Someone to Watch Over Me" (de Oh, Kay!) – Polly - "Slap That Bass" (de L'Entreprenant Monsieur Petrov) – Bobby, Pete, Patsy, Tess et le chœur - "Embraceable You" (de Girl Crazy) – Polly et Bobby - "Tonight's the Night"≠ – Chœur - "I Got Rhythm" (de Girl Crazy) – Polly et le Chœur | Act II - Entr'acte - "The Real American Folk Song is a Rag" (de Ladies First) – Cowboy Trio et le chœur - "What Causes That?" (de Treasure Girl) – Bobby and Zangler - "Naughty Baby"≠≠ – Irene, Lank, Cowboy Quartet - "Stiff Upper Lip" (from Une demoiselle en détresse) – Eugene, Patricia, Bobby, Polly et le chœur - "They Can't Take That Away from Me" (de L'Entreprenant Monsieur Petrov) – Bobby - "But Not for Me" (de Girl Crazy) – Polly - "But Not for Me" (Reprise) – Polly - New York Interlude (Concerto en fa) - "Nice Work If You Can Get It" (de Une demoiselle en détresse) – Follies Girls et Bobby - "Bidin' My Time" (French Reprise) – Cowboy Trio - "Things Are Looking Up" (Reprise) – Everett - Finale – Chœur |

≠ Paroles par Gus Kahn et Ira Gershwin 

≠≠ Paroles par Desmond Carter et Ira Gershwin

## Récompenses et nominations

### Production originale à Broadway
| Année | Récompense       | Catégorie                                          | Nommé               | Résultat   |
| ----- | ---------------- | -------------------------------------------------- | ------------------- | ---------- |
| 1992  | Drama Desk Award | Outstanding Musical                                | Outstanding Musical | Lauréat    |
| 1992  | Drama Desk Award | Outstanding Featured Actor in a Musical            | Bruce Adler         | Nomination |
| 1992  | Drama Desk Award | Outstanding Featured Actress in a Musical          | Michele Pawk        | Nomination |
| 1992  | Drama Desk Award | Outstanding Director of a Musical                  | Mike Ockrent        | Nomination |
| 1992  | Drama Desk Award | Outstanding Choreography                           | Susan Stroman       | Lauréat    |
| 1992  | Drama Desk Award | Outstanding Orchestrations                         | William D. Brohn    | Nomination |
| 1992  | Drama Desk Award | Outstanding Costume Design                         | William Ivey Long   | Nomination |
| 1992  | Drama Desk Award | Outstanding Set Design                             | Robin Wagner        | Nomination |
| 1992  | Tony Award       | Best Musical                                       | Best Musical        | Lauréat    |
| 1992  | Tony Award       | Best Book of a Musical                             | Ken Ludwig          | Nomination |
| 1992  | Tony Award       | Best Performance by a Leading Actor in a Musical   | Harry Groener       | Nomination |
| 1992  | Tony Award       | Best Performance by a Leading Actress in a Musical | Jodi Benson         | Nomination |
| 1992  | Tony Award       | Best Performance by a Featured Actor in a Musical  | Bruce Adler         | Nomination |
| 1992  | Tony Award       | Best Direction of a Musical                        | Mike Ockrent        | Nomination |
| 1992  | Tony Award       | Best Choreography                                  | Susan Stroman       | Lauréat    |
| 1992  | Tony Award       | Best Costume Design                                | William Ivey Long   | Lauréat    |
| 1992  | Tony Award       | Best Lighting Design                               | Paul Gallo          | Nomination |

### Production originale à Londres
| Année | Récompense             | Catégorie                                          | Nomination       | Résultat   |
| ----- | ---------------------- | -------------------------------------------------- | ---------------- | ---------- |
| 1993  | Laurence Olivier Award | Best New Musical                                   | Best New Musical | Lauréat    |
| 1993  | Laurence Olivier Award | Best Actor in a Musical                            | Kirby Ward       | Nomination |
| 1993  | Laurence Olivier Award | Best Actress in a Musical                          | Ruthie Henshall  | Nomination |
| 1993  | Laurence Olivier Award | Best Performance in a Supporting Role in a Musical | Chris Langham    | Nomination |
| 1993  | Laurence Olivier Award | Best Director of a Musical                         | Mike Ockrent     | Nomination |
| 1993  | Laurence Olivier Award | Best Theatre Choreographer                         | Susan Stroman    | Lauréat    |
| 1993  | Laurence Olivier Award | Best Set Designer                                  | Robin Wagner     | Lauréat    |

### Reprise à Londres (2011)
| Année | Récompense             | Catégorie            | Nomination           | Résultat |
| ----- | ---------------------- | -------------------- | -------------------- | -------- |
| 2012  | Laurence Olivier Award | Best Musical Revival | Best Musical Revival | Lauréat  |
| 2012  | Laurence Olivier Award | Best Costume Design  | Peter McKintosh      | Lauréat  |